# Pycnocryptodes colorator
Pycnocryptodes colorator là một loài tò vò trong họ Ichneumonidae.